# Молодіжна збірна Тонги з футболу
Молодіжна збірна Тонги з футболу — національна молодіжна футбольна збірна Тонги, що складається у залежності від турніру із гравців віком до 19 або до 20 років. Вважається основним джерелом кадрів для підсилення складу основної збірної Тонги. Керівництво командою здійснює Футбольна асоціація Тонги.
Команда має право участі у Молодіжному чемпіонаті ОФК, у випадку успішного виступу на якому може кваліфікуватися на молодіжний чемпіонат світу до 20 років. Також може брати участь у товариських і регіональних змаганнях.

## Виступи на міжнародних турнірах

### Чемпіонат світу U-20
| Статистика молодіжних чемпіонатів світу | Статистика молодіжних чемпіонатів світу | Статистика молодіжних чемпіонатів світу | Статистика молодіжних чемпіонатів світу | Статистика молодіжних чемпіонатів світу | Статистика молодіжних чемпіонатів світу | Статистика молодіжних чемпіонатів світу | Статистика молодіжних чемпіонатів світу | Статистика молодіжних чемпіонатів світу | Статистика молодіжних чемпіонатів світу |
| Рік                                     | Раунд                                   | І                                       | В                                       | Н                                       | П                                       | Г+                                      | Г-                                      | РГ                                      | О                                       |
| --------------------------------------- | --------------------------------------- | --------------------------------------- | --------------------------------------- | --------------------------------------- | --------------------------------------- | --------------------------------------- | --------------------------------------- | --------------------------------------- | --------------------------------------- |
| 1977                                    | не кваліфікувалася                      | не кваліфікувалася                      | не кваліфікувалася                      | не кваліфікувалася                      | не кваліфікувалася                      | не кваліфікувалася                      | не кваліфікувалася                      | не кваліфікувалася                      | не кваліфікувалася                      |
| 1979                                    | не кваліфікувалася                      | не кваліфікувалася                      | не кваліфікувалася                      | не кваліфікувалася                      | не кваліфікувалася                      | не кваліфікувалася                      | не кваліфікувалася                      | не кваліфікувалася                      | не кваліфікувалася                      |
| 1981                                    | не кваліфікувалася                      | не кваліфікувалася                      | не кваліфікувалася                      | не кваліфікувалася                      | не кваліфікувалася                      | не кваліфікувалася                      | не кваліфікувалася                      | не кваліфікувалася                      | не кваліфікувалася                      |
| 1983                                    | не кваліфікувалася                      | не кваліфікувалася                      | не кваліфікувалася                      | не кваліфікувалася                      | не кваліфікувалася                      | не кваліфікувалася                      | не кваліфікувалася                      | не кваліфікувалася                      | не кваліфікувалася                      |
| 1985                                    | не кваліфікувалася                      | не кваліфікувалася                      | не кваліфікувалася                      | не кваліфікувалася                      | не кваліфікувалася                      | не кваліфікувалася                      | не кваліфікувалася                      | не кваліфікувалася                      | не кваліфікувалася                      |
| 1987                                    | не кваліфікувалася                      | не кваліфікувалася                      | не кваліфікувалася                      | не кваліфікувалася                      | не кваліфікувалася                      | не кваліфікувалася                      | не кваліфікувалася                      | не кваліфікувалася                      | не кваліфікувалася                      |
| 1989                                    | не кваліфікувалася                      | не кваліфікувалася                      | не кваліфікувалася                      | не кваліфікувалася                      | не кваліфікувалася                      | не кваліфікувалася                      | не кваліфікувалася                      | не кваліфікувалася                      | не кваліфікувалася                      |
| 1991                                    | не кваліфікувалася                      | не кваліфікувалася                      | не кваліфікувалася                      | не кваліфікувалася                      | не кваліфікувалася                      | не кваліфікувалася                      | не кваліфікувалася                      | не кваліфікувалася                      | не кваліфікувалася                      |
| 1993                                    | не кваліфікувалася                      | не кваліфікувалася                      | не кваліфікувалася                      | не кваліфікувалася                      | не кваліфікувалася                      | не кваліфікувалася                      | не кваліфікувалася                      | не кваліфікувалася                      | не кваліфікувалася                      |
| 1995                                    | не кваліфікувалася                      | не кваліфікувалася                      | не кваліфікувалася                      | не кваліфікувалася                      | не кваліфікувалася                      | не кваліфікувалася                      | не кваліфікувалася                      | не кваліфікувалася                      | не кваліфікувалася                      |
| 1997                                    | не кваліфікувалася                      | не кваліфікувалася                      | не кваліфікувалася                      | не кваліфікувалася                      | не кваліфікувалася                      | не кваліфікувалася                      | не кваліфікувалася                      | не кваліфікувалася                      | не кваліфікувалася                      |
| 1999                                    | не кваліфікувалася                      | не кваліфікувалася                      | не кваліфікувалася                      | не кваліфікувалася                      | не кваліфікувалася                      | не кваліфікувалася                      | не кваліфікувалася                      | не кваліфікувалася                      | не кваліфікувалася                      |
| 2001                                    | не кваліфікувалася                      | не кваліфікувалася                      | не кваліфікувалася                      | не кваліфікувалася                      | не кваліфікувалася                      | не кваліфікувалася                      | не кваліфікувалася                      | не кваліфікувалася                      | не кваліфікувалася                      |
| 2003                                    | не кваліфікувалася                      | не кваліфікувалася                      | не кваліфікувалася                      | не кваліфікувалася                      | не кваліфікувалася                      | не кваліфікувалася                      | не кваліфікувалася                      | не кваліфікувалася                      | не кваліфікувалася                      |
| 2005                                    | не кваліфікувалася                      | не кваліфікувалася                      | не кваліфікувалася                      | не кваліфікувалася                      | не кваліфікувалася                      | не кваліфікувалася                      | не кваліфікувалася                      | не кваліфікувалася                      | не кваліфікувалася                      |
| 2007                                    | не кваліфікувалася                      | не кваліфікувалася                      | не кваліфікувалася                      | не кваліфікувалася                      | не кваліфікувалася                      | не кваліфікувалася                      | не кваліфікувалася                      | не кваліфікувалася                      | не кваліфікувалася                      |
| 2009                                    | не кваліфікувалася                      | не кваліфікувалася                      | не кваліфікувалася                      | не кваліфікувалася                      | не кваліфікувалася                      | не кваліфікувалася                      | не кваліфікувалася                      | не кваліфікувалася                      | не кваліфікувалася                      |
| 2011                                    | не кваліфікувалася                      | не кваліфікувалася                      | не кваліфікувалася                      | не кваліфікувалася                      | не кваліфікувалася                      | не кваліфікувалася                      | не кваліфікувалася                      | не кваліфікувалася                      | не кваліфікувалася                      |
| 2013                                    | не кваліфікувалася                      | не кваліфікувалася                      | не кваліфікувалася                      | не кваліфікувалася                      | не кваліфікувалася                      | не кваліфікувалася                      | не кваліфікувалася                      | не кваліфікувалася                      | не кваліфікувалася                      |
| 2015                                    | не кваліфікувалася                      | не кваліфікувалася                      | не кваліфікувалася                      | не кваліфікувалася                      | не кваліфікувалася                      | не кваліфікувалася                      | не кваліфікувалася                      | не кваліфікувалася                      | не кваліфікувалася                      |
| 2017                                    | не кваліфікувалася                      | не кваліфікувалася                      | не кваліфікувалася                      | не кваліфікувалася                      | не кваліфікувалася                      | не кваліфікувалася                      | не кваліфікувалася                      | не кваліфікувалася                      | не кваліфікувалася                      |
| 2019                                    | не кваліфікувалася                      | не кваліфікувалася                      | не кваліфікувалася                      | не кваліфікувалася                      | не кваліфікувалася                      | не кваліфікувалася                      | не кваліфікувалася                      | не кваліфікувалася                      | не кваліфікувалася                      |
| 2021                                    | не визначено                            | не визначено                            | не визначено                            | не визначено                            | не визначено                            | не визначено                            | не визначено                            | не визначено                            | не визначено                            |
| Усього                                  | не визначено                            | 0/23                                    | 0                                       | 0                                       | 0                                       | 0                                       | 0                                       | 0                                       | 0                                       |

### Молодіжний чемпіонат ОФК
| Молодіжний чемпіонат ОФК | Молодіжний чемпіонат ОФК | Молодіжний чемпіонат ОФК | Молодіжний чемпіонат ОФК | Молодіжний чемпіонат ОФК | Молодіжний чемпіонат ОФК | Молодіжний чемпіонат ОФК | Молодіжний чемпіонат ОФК | Молодіжний чемпіонат ОФК | Молодіжний чемпіонат ОФК |
| Рік                      | Раунд                    | І                        | В                        | Н                        | П                        | Г+                       | Г-                       | РГ                       | О                        |
| ------------------------ | ------------------------ | ------------------------ | ------------------------ | ------------------------ | ------------------------ | ------------------------ | ------------------------ | ------------------------ | ------------------------ |
| 1974                     | не брала участь          |                          |                          |                          |                          |                          |                          |                          |                          |
| 1978                     | не брала участь          |                          |                          |                          |                          |                          |                          |                          |                          |
| 1980                     | не брала участь          |                          |                          |                          |                          |                          |                          |                          |                          |
| 1982                     | не брала участь          |                          |                          |                          |                          |                          |                          |                          |                          |
| 1985                     | не брала участь          |                          |                          |                          |                          |                          |                          |                          |                          |
| 1986                     | не брала участь          |                          |                          |                          |                          |                          |                          |                          |                          |
| 1988                     | не брала участь          |                          |                          |                          |                          |                          |                          |                          |                          |
| 1990                     | не кваліфікувалася       |                          |                          |                          |                          |                          |                          |                          |                          |
| 1992                     | не кваліфікувалася       |                          |                          |                          |                          |                          |                          |                          |                          |
| 1994                     | не кваліфікувалася       |                          |                          |                          |                          |                          |                          |                          |                          |
| 1997                     | не кваліфікувалася       |                          |                          |                          |                          |                          |                          |                          |                          |
| 1998                     | груповий етап            | 3                        | 0                        | 0                        | 3                        | 1                        | 16                       | -15                      | 0                        |
| & 2001                   | груповий етап            | 5                        | 1                        | 1                        | 3                        | 3                        | 21                       | -18                      | 4                        |
| & 2002                   | груповий етап            | 4                        | 0                        | 0                        | 4                        | 4                        | 28                       | -24                      | 0                        |
| 2005                     | груповий етап            | 3                        | 0                        | 0                        | 3                        | 1                        | 28                       | -27                      | 0                        |
| 2007                     | не кваліфікувалася       |                          |                          |                          |                          |                          |                          |                          |                          |
| 2008                     | не кваліфікувалася       |                          |                          |                          |                          |                          |                          |                          |                          |
| 2011                     | не кваліфікувалася       |                          |                          |                          |                          |                          |                          |                          |                          |
| 2013                     | не кваліфікувалася       |                          |                          |                          |                          |                          |                          |                          |                          |
| 2014                     | не кваліфікувалася       |                          |                          |                          |                          |                          |                          |                          |                          |
| & 2016                   | попередній раунд         | 3                        | 0                        | 3                        | 0                        | 5                        | 5                        | 0                        | 3                        |
| & 2018                   | груповий етап            | 6                        | 2                        | 1                        | 3                        | 6                        | 21                       | -15                      | 7                        |
| Усього                   | Груповий етап            | 27                       | 3                        | 5                        | 16                       | 20                       | 99                       | -119                     | 14                       |